# Cyrtonota textilis
Cyrtonota textilis (лат.) — вид жуков щитоносок (Cyrtonota) из семейства листоедов.

## Распространение
Вид известен только из Колумбии.

## Признаки

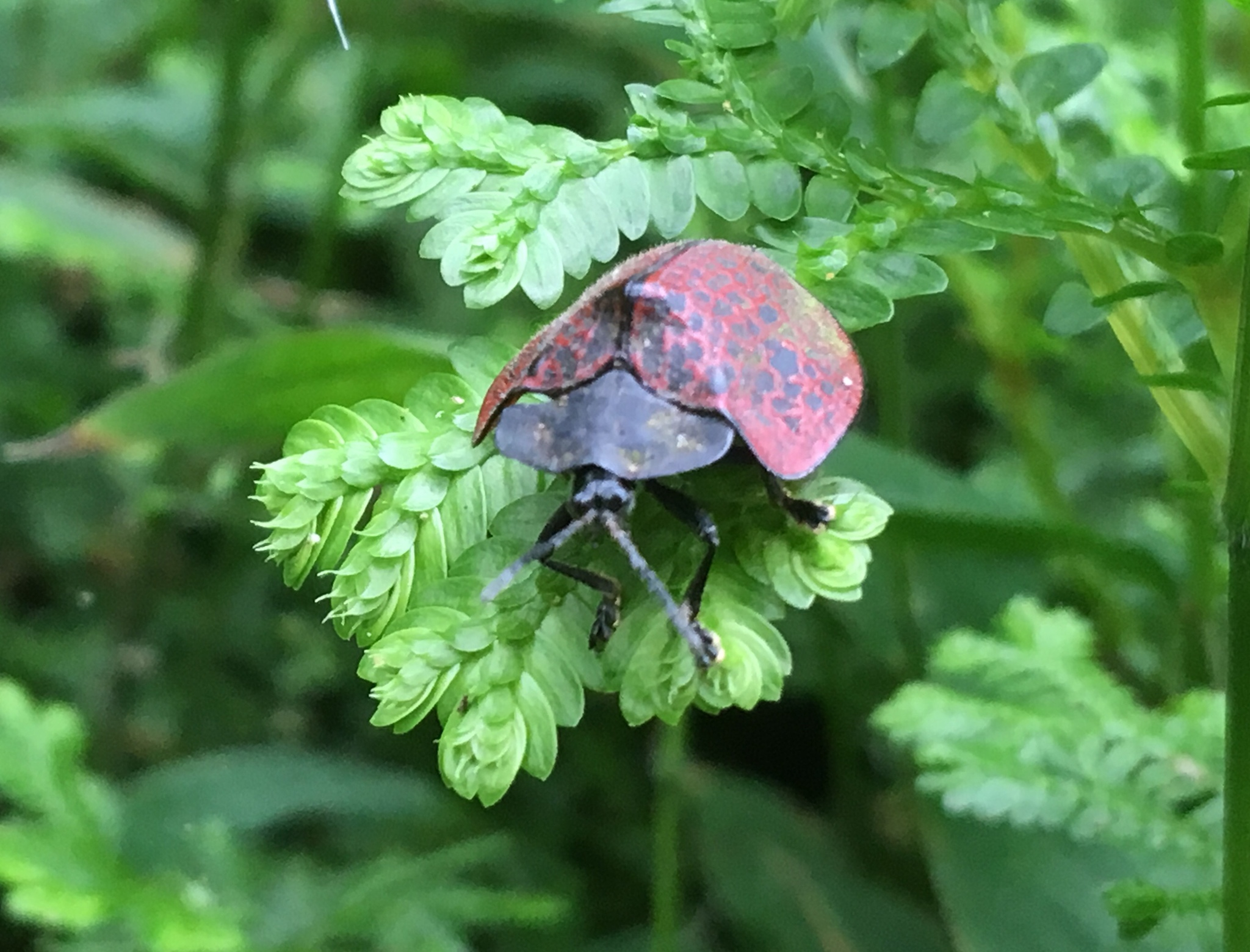

Самцы C. textilis и C. trigonata, принадлежащих к группе видов с заостренными надкрыльями, на первый взгляд похожи на Cyrtonota ruforeticulata но отличаются более крупными размерами (длина всегда выше 11 мм), более поперечной переднеспинкой и несколько более заостренной вершиной надкрылий (самки обоих видов имеют отчетливо заостренную вершину). C. textilis отличается также густым, длинным опушением надкрылий, а C. trigonata — голыми надкрыльями.

## Таксономия и признаки
Диагноз относится к группе видов Cyrtonota textilis, характеризующихся не металлическими надкрыльями, а заостренной вершиной надкрылий. В группу входят также Cyrtonota balyi (KIRSCH),
Cyrtonota caudata (BOH.), Cyrtonota moderata (SP.), Cyrtonota pavens (SP.), Cyrtonota textilis (BOH.), Cyrtonota steinheili (WAGEN.), Cyrtonota deliciosa (BALY), Cyrtonota honorata (BALY), Cyrtonota trigonata (SP.) и Cyrtonota inspicata (SP.). C. balyi отличается надкрыльями чёрного цвета с двумя крупными красными пятнами (у C. bergeali надкрылья в основном красные или полностью черные). C. caudata отличается верхушечными отростками надкрылий у обоих полов очень длинными, хвостатыми. C. pavens отличается почти регулярно выпуклыми надкрыльями, с тупой постскутеллярной гиббозностью и едва заметными постскутеллярными оттисками (у C. bergeali надкрылья бугорчатые с глубокими постскутеллярными оттисками). С. textilis отличается надкрыльями с длинными и густыми волосками (голыми у C. bergeali), а вся поверхность надкрылий с правильной, узкой, нечеткой Красной сеточкой (у C. bergeali сеточка нерегулярная, сетка более широкая, частично точечная).
С. steinheili, С. deliciosa, В и С. honorata отличаются надкрылья без сетчатого рисунка и хотя бы на склоне с коротким опушением (в bergeali, по крайней мере частично, покрывают сетчатым узором и голыми); они также отличаются окраской, С. steinheili имеет надкрылья преимущественно красного цвета с базальной части надкрылий с большой чёрный треугольник, С. deliciosa и С. honorata имеют надкрыльевый диск полностью чёрного цвета и поясняют край надкрылий красным пятном (deliciosa) или желтоватой, чёрной макулярной полосой (honorata).
C. trigonata и C. inspicata отличаются меньшими размерами (самец обычно ниже 13,5 мм,
самка ниже 14,5 мм, самец бергеали выше 14,3 мм, самка выше 15,0 мм) и верхушка надкрылий менее заостренная; C. trigonata отличается также более низкой и тупой постскутеллярной гиббозностью, а C. inspicata отличается опушенными надкрыльями.
C. moderata, на первый взгляд, имеет наиболее сходную форму тела и скульптуру надкрылий, но отличается опушенными надкрыльями, передней третью надкрылий чёрного цвета и сетчаткой более темного красного цвета.